# Lauterbach (Hesse)
Pour les articles homonymes, voir Lauterbach.
Lauterbach est la deuxième ville de l'arrondissement de Vogelsberg dans le land de la Hesse en Allemagne.

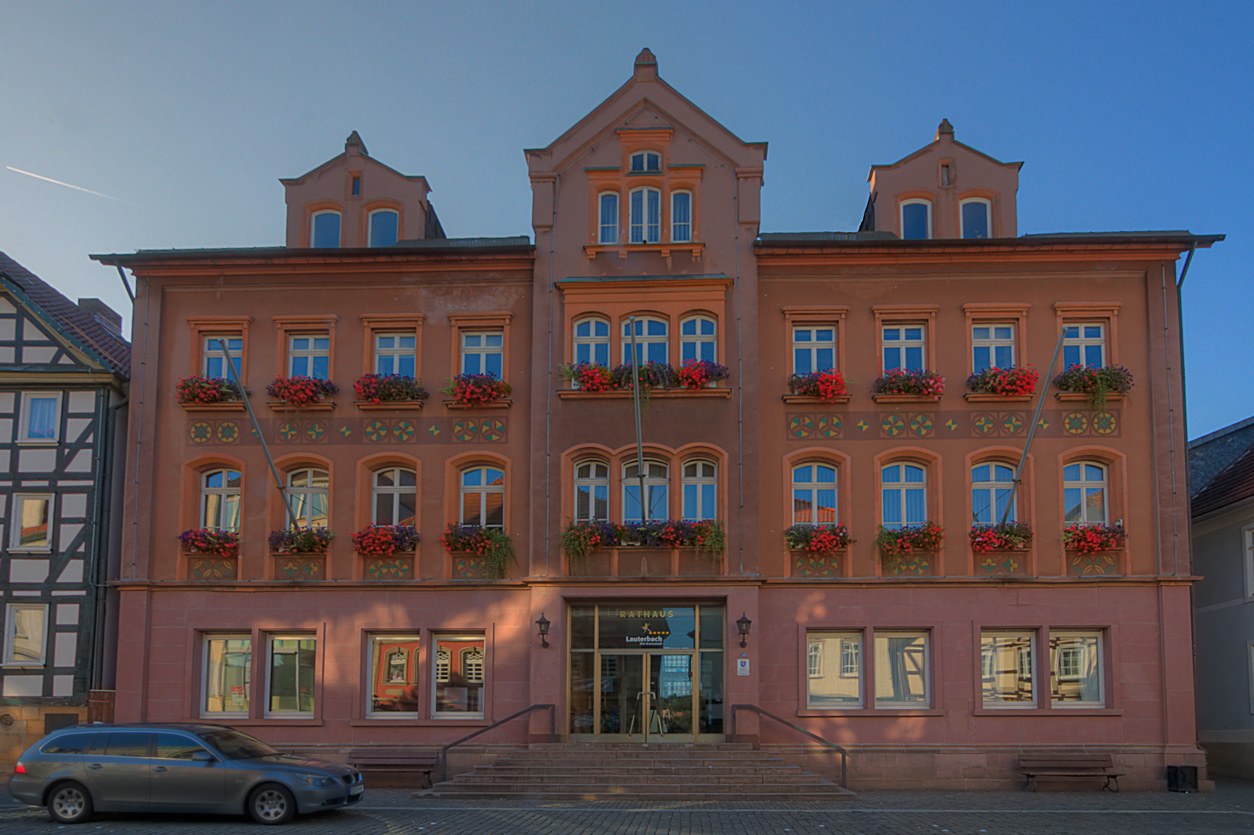
L'hôtel de ville
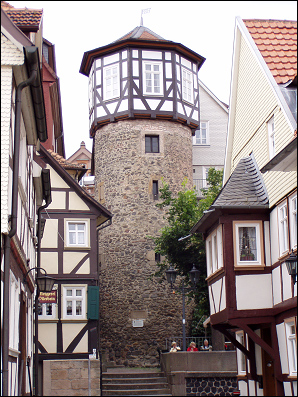
Ankertum
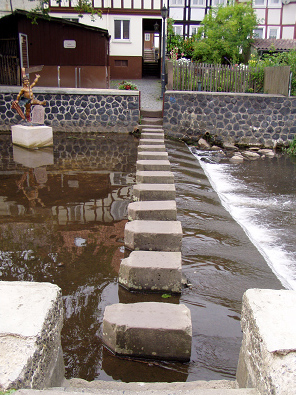
Pierres aménagées en gué sur la rivière